# Thalictrum aquilegiifolium
Il pigamo colombino (Thalictrum aquilegiifolium L. 1753) è una pianta perenne, dai delicati fiori rosati, appartenente alla famiglia delle Ranunculaceae.

## Etimologia
Per il significato del termine generico (thalictrum) si deve risalire a Dioscoride (40 – 90), medico, botanico e farmacista greco che esercitò a Roma, o a Plinio (23 – 79), scrittore naturalista romano, che entrambi nella forma di “thalictron” indicavano queste piante alludendo probabilmente (ma la cosa è controversa) alla loro fioritura precoce (”thallein” = rinverdire, mentre ”ictar” = presto) o al colore verde-gaio dei teneri germogli. L'epiteto specifico (aquilegiifolium) si riferisce alla somiglianza che questa pianta ha con le aquilegie.

Il binomio scientifico attualmente accettato (Thalictrum aquilegiifolium) è stato proposto da Carl von Linné (1707 – 1778) biologo e scrittore svedese, considerato il padre della moderna classificazione scientifica degli organismi viventi, nella pubblicazione ”Species Plantarum” del 1753.

## Descrizione

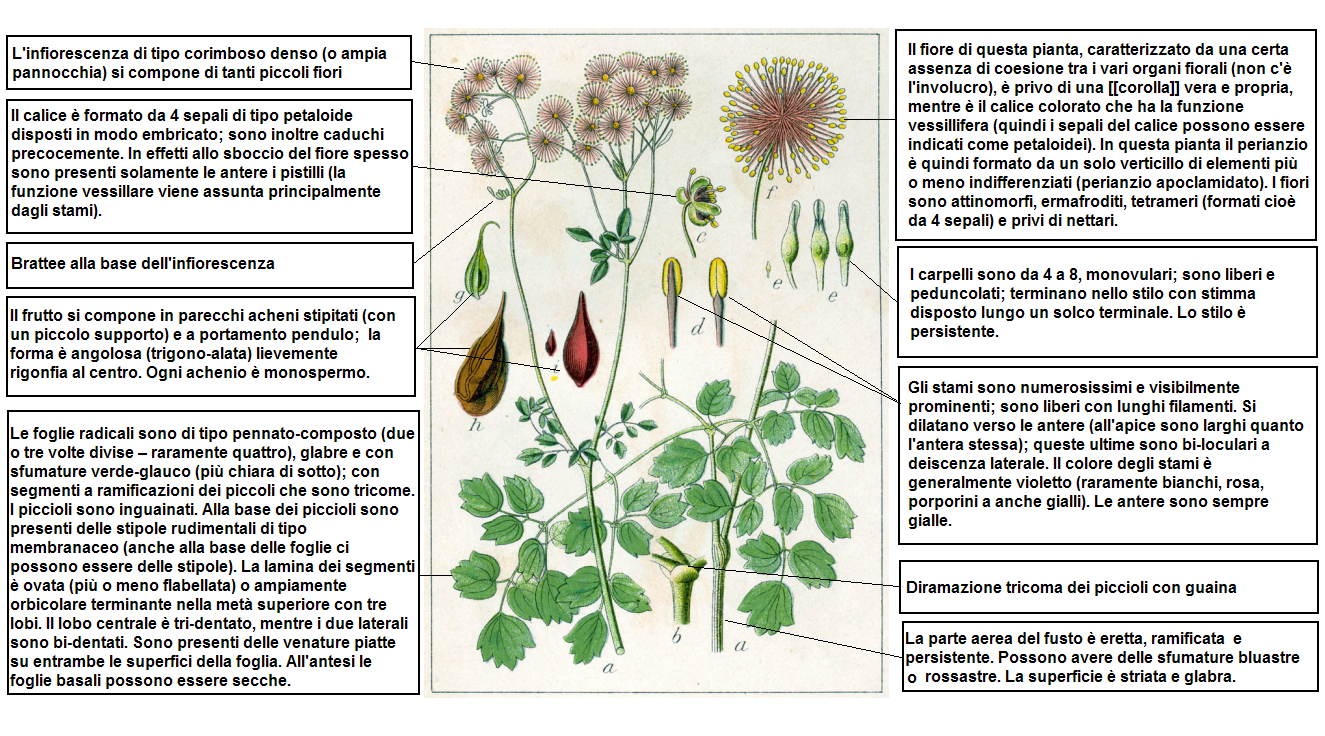
Descrizione delle parti della pianta

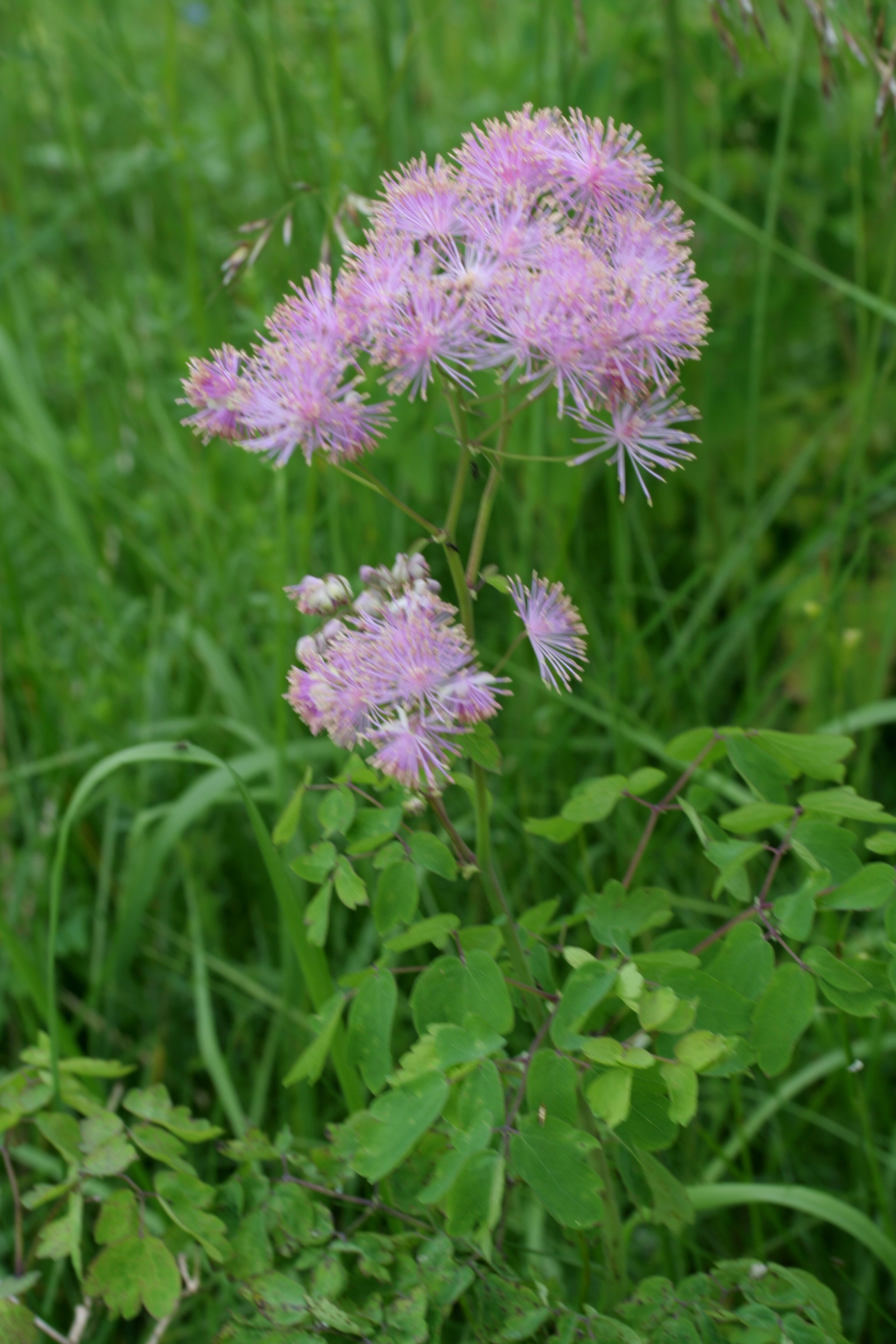
Il portamento
Località: Giardino Botanico Alpino "Giangio Lorenzoni", Pian Cansiglio, Tambre d'Alpago (BL), 1000 m s.l.m. (8-6-2008)

Sono piante erbacee, perenni la cui altezza può arrivare a da 4 a 10 dm (massimo 15 dm). La forma biologica è definita come emicriptofita scaposa (H scap), ossia sono piante erbacee perenni, con gemme svernanti al livello del suolo e protette dalla lettiera o dalla neve, dotate di un asse fiorale eretto e spesso privo di foglie.

### Radici
Le radici sono fusiformi, sottili e rossastre. Diametro di una singola radice: 2 – 3 mm.

### Fusto
- Parte ipogea: praticamente assente.
- Parte epigea: la parte aerea del fusto è eretta, ramificata e persistente. Può avere delle sfumature bluastre o rossastre. La superficie è striata e glabra. Diametro del fusto: 1 cm.

### Foglie

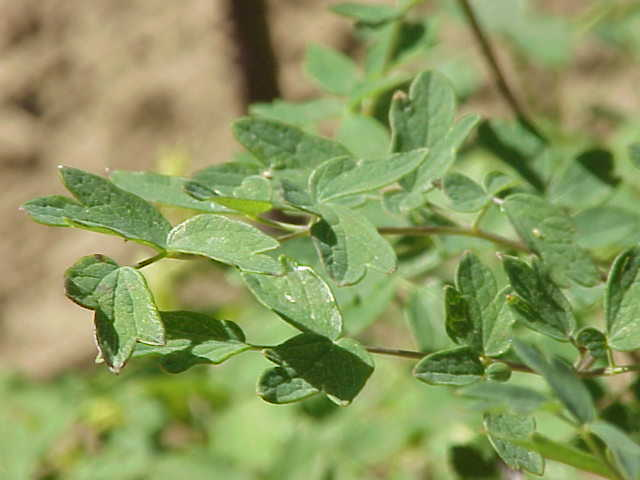
Le foglie

- Foglie basali: le foglie radicali sono di tipo pennato-composto (due o tre volte divise – raramente quattro), glabre e con sfumature verde-glauco (più chiara di sotto); con segmenti a ramificazioni dei piccioli che sono "tricome" (o triforcate). I piccioli sono inguainati. Alla base dei piccioli sono presenti delle stipole rudimentali di tipo membranaceo (anche alla base delle foglie ci possono essere delle stipole). La lamina dei segmenti è ovata (più o meno flabellata) o ampiamente orbicolare terminante nella metà superiore con tre lobi. Il lobo centrale è tri-dentato, mentre i due laterali sono bi-dentati. Sono presenti delle venature piatte su entrambe le superfici della foglia. All'antesi le foglie basali possono essere secche. Lunghezza del picciolo: 4,5 – 8 cm. Lunghezza totale della foglie: 10 – 30 cm. Dimensione dei segmenti: larghezza 1 – 2 cm; lunghezza 2 – 3 cm.
- Foglie cauline: le foglie lungo il fusto sono più o meno simili a quelle radicali e sono disposte in modo alterno.

### Infiorescenza

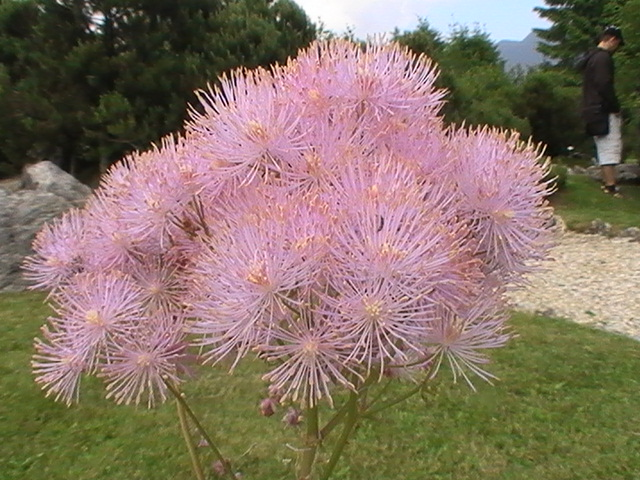
Infiorescenza
Località: Giardino Botanico Alpino "Giangio Lorenzoni", Pian Cansiglio, Tambre d'Alpago (BL), 1000 m s.l.m. (13-6-2009)

L'infiorescenza di tipo corimboso denso (o ampia pannocchia) si compone di tanti piccoli fiori (diametro dei fiori di 0,8 – 1,5 cm). Alla base dell'infiorescenza sono presenti delle brattee. Dimensione dell'infiorescenza: 5 – 8 cm. Lunghezza del pedicello: 4 – 17 mm.

### Fiore

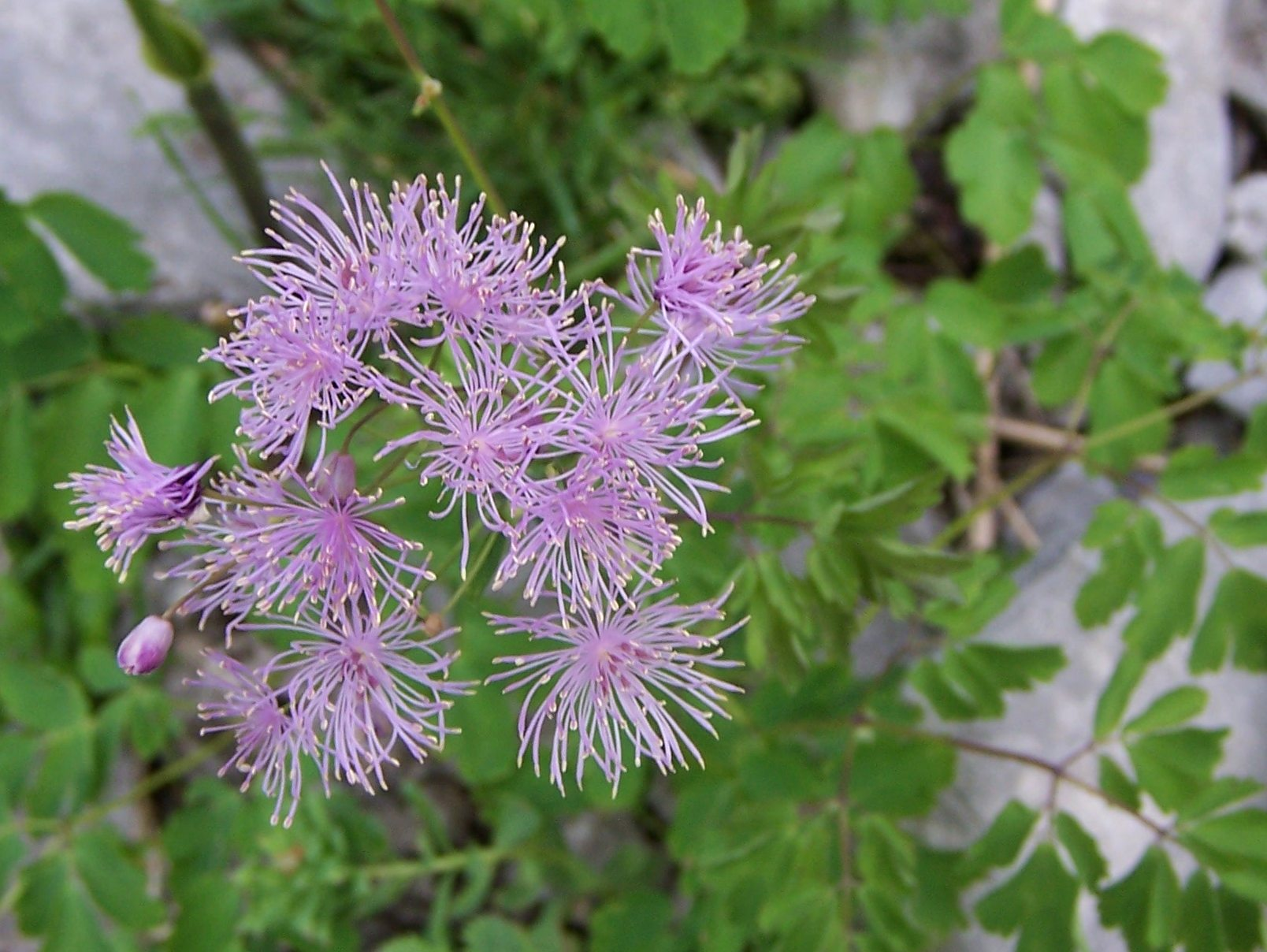
I fiori

Il fiore di questa pianta, caratterizzato da una certa assenza di coesione tra i vari organi fiorali (non c'è l'involucro), è privo di una corolla vera e propria, mentre è il calice colorato che ha la funzione vessillifera (quindi i sepali del calice possono essere indicati come petaloidei). In questa pianta il perianzio è quindi formato da un solo verticillo di elementi più o meno indifferenziati (perianzio apoclamidato). I fiori sono inoltre attinomorfi, ermafroditi, tetrameri (formati cioè da 4 sepali) e privi di nettari.
- Formula fiorale: per questa pianta viene indicata la seguente formula fiorale:

* K 4, C 0, A molti, G molti (supero)
- Calice: il calice è formato da 4 sepali di tipo petaloide disposti in modo embricato; sono inoltre caduchi precocemente. In effetti allo sboccio del fiore spesso sono presenti solamente le antere i pistilli (la funzione vessillare viene assunta principalmente dagli stami). Il colore dei sepali è bianco o rosso (il più delle volte sono rosati) con venature violacee nella parte abassiale dei sepali. Lunghezza dei sepali: 3 – 3,5 mm.
- Corolla: i petali sono assenti.
- Androceo: gli stami sono numerosissimi e visibilmente prominenti; sono liberi con lunghi filamenti. Si dilatano verso le antere (all'apice sono larghi quanto l'antera stessa); queste ultime sono bi-loculari a deiscenza laterale. Il colore degli stami è generalmente violetto (raramente bianchi, rosa, porporini a anche gialli). Le antere sono sempre gialle. Lunghezza degli stami: 8 – 10 mm. Lunghezza delle antere: 1,5 mm.
- Gineceo: i carpelli sono da 4 a 8, monovulari; sono liberi e peduncolati; terminano nello stilo con stimma disposto lungo un solco terminale. Lo stilo è persistente. Lunghezza dello stilo: 0,3 – 0,5 mm.
- Fioritura: da maggio a luglio

### Frutti
Il frutto si compone in parecchi acheni stipitati (con un piccolo supporto) e a portamento pendulo; la forma è angolosa (trigono-alata) lievemente rigonfia al centro. Ogni achenio è monospermo. Lunghezza dell'achenio: 7 – 10 mm. Lunghezza dello stipite: 3 – 5 mm.

## Riproduzione
La riproduzione avviene tramite l'impollinazione garantita soprattutto dal vento (impollinazione anemofila). Anche se queste piante sono prive di nettare, diversi insetti, come api e vespe, si nutrono del suo polline per cui è probabile anche una certa fecondazione entomogama (impollinazione entomogama).

## Distribuzione e habitat

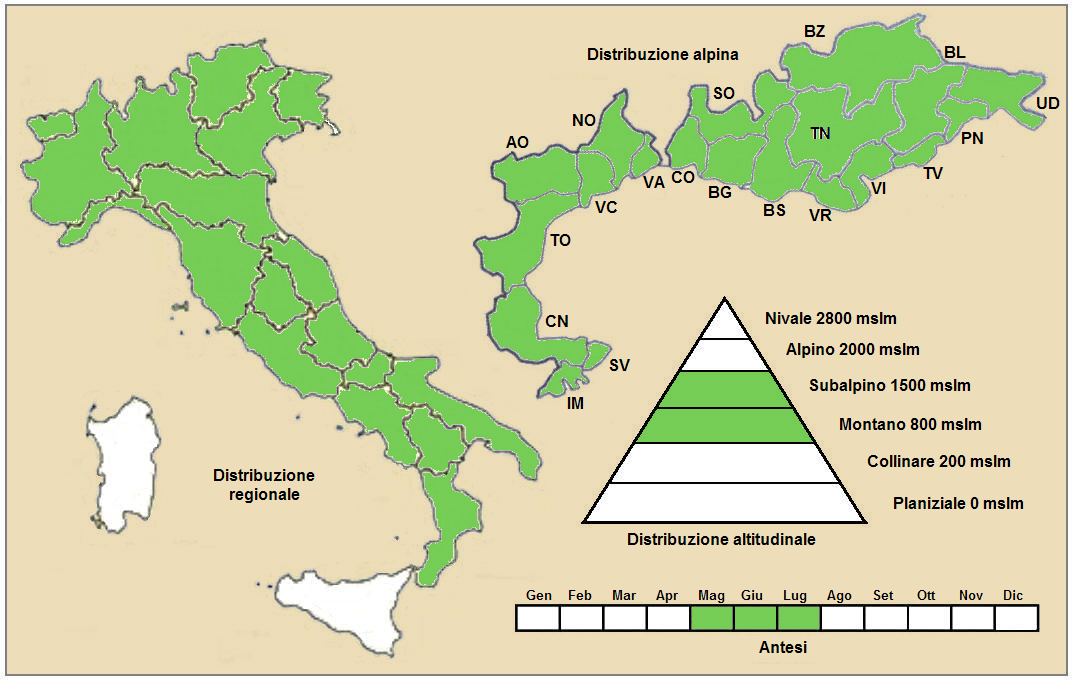
Distribuzione della pianta

- Geoelemento: il tipo corologico (area di origine) è Eurosiberiano.
- Distribuzione: in Italia il Pigamo colombino è comune sui rilievi (si trova in tutte le province alpine), più raro in pianura. Nel resto delle Alpi (oltreconfine) è ugualmente ovunque comune, mentre sui rilievi europei si trova nei seguenti gruppi montani: Massiccio del Giura, Massiccio Centrale, Pirenei, Alpi Dinariche, Monti Balcani e Carpazi.
- Habitat: l'habitat tipico di queste piante sono i boschi (faggete); ma anche i megaforbieti e i popolamenti a felci, ontaneti e saliceti subalpini. Il substrato preferito è sia calcare che calcareo/siliceo con pH neutro, medi valori nutrizionali del terreno che deve essere umido.
- Distribuzione altitudinale: sui rilievi queste piante si possono trovare dai 50 fino a 2400 m s.l.m.; frequentano quindi i seguenti piani vegetazionali: montano e subalpino.

### Fitosociologia
Dal punto di vista fitosociologico la specie di questa voce appartiene alla seguente comunità vegetale:
Formazione: delle comunità perenni nitrofile
Classe: Mulgedio-Aconitetea

## Tassonomia
Il genere Thalictrum comprende circa 200 specie (una dozzina delle quali sono spontanee dei territori italiani) appartenenti soprattutto all'emisfero boreale. La famiglia delle Ranunculaceae invece comprende oltre 2000 specie distribuite su circa 47 generi (2500 specie e 58 generi secondo altre fonti). 

Secondo la suddivisione di questo genere fatta dal botanico americano Liberty Hyde Bailey (1858-1954) il “Pigamo colombino” appartiene al gruppo delle Thalictrum nei quali il frutto è fortemente angoloso (con 2 – 3 ali).

Il numero cromosomico di T. aquilegiifolium è: 2n = 14.

In diverse flore (specialmente quelle anglosassoni) L'epiteto specifico di questo fiore è aquilegiifolium.

### Variabilità

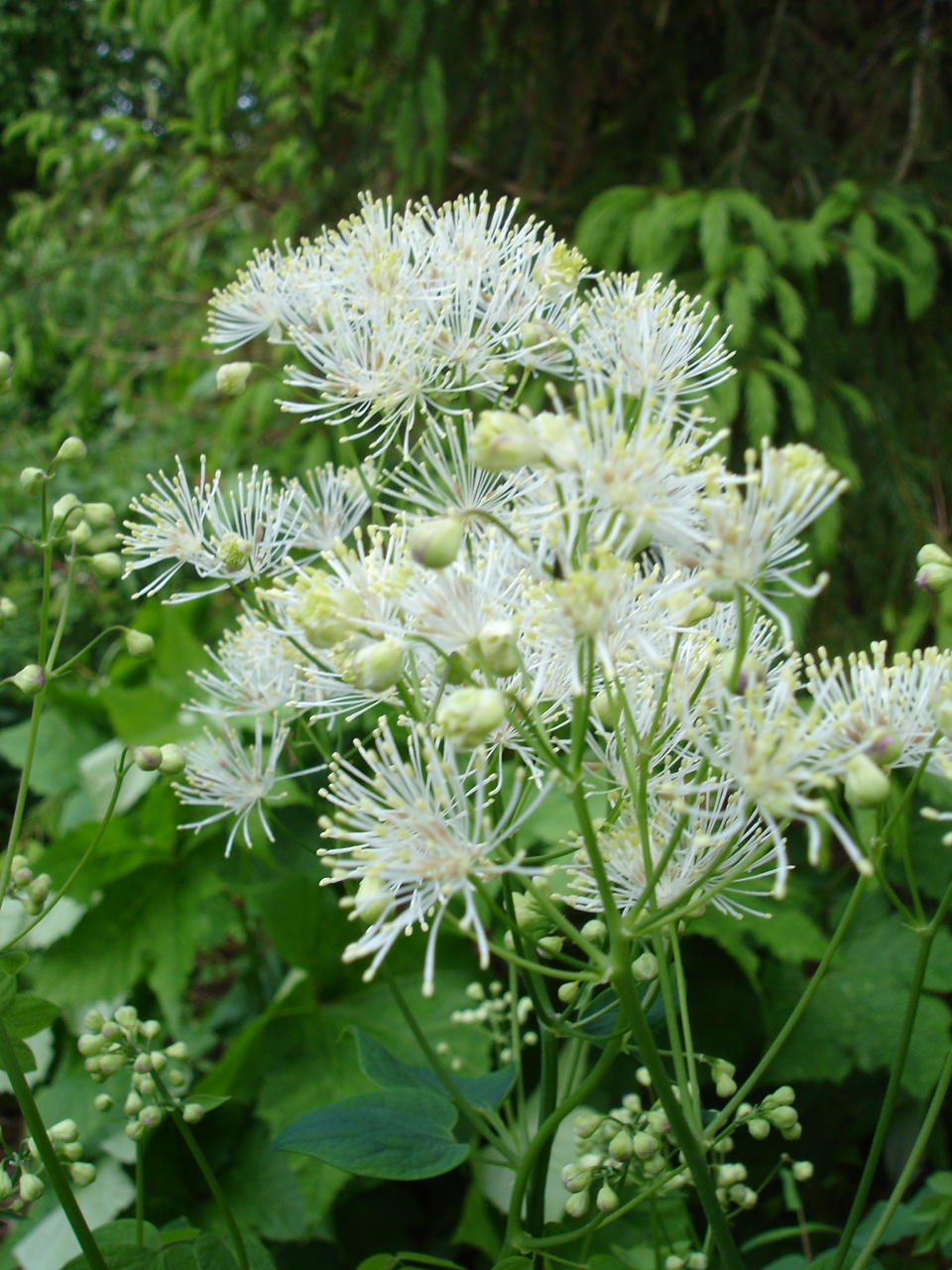
Formato alba

Nell'elenco che segue sono indicate alcune sottospecie (e varietà e forme) (l'elenco può non essere completo e alcuni nominativi sono considerati da altri autori dei sinonimi della specie principale o anche di altre specie):
- T. aquilegiifolium subsp.asiaticum (Nakai) Kitakawa (1939)
- T. aquilegiifolium subsp. storgosiacum P. Pan
- T. aquilegiifolium var. sibiricum L.
- T. aquilegiifolium var. asiaticum Nakai
- T. aquilegiifolium var. daisenense (Nakai) Emura
- T. aquilegiifolium fo. alba
- T. aquilegiifolium fo. cornuti (L.) B. Boivin (1944)

### Ibridi
Con la specie T. simplex la pianta di questa voce forma il seguente ibrido interspecifico:
- Thalictrum × regelianum Brügger (1880) - Ibrido con Thalictrum simplex L.

### Sinonimi
Questa entità ha avuto nel tempo diverse nomenclature. L'elenco che segue indica alcuni tra i sinonimi più frequenti.
Elenco sinonimi di Thalictrum aquilegiifolium
- Thalictrum alatum Dulac (1867)
- Thalictrum anomalum Léveillé & Vaniot (1906)
- Thalictrum atropurpureum Jacq. (1777)
- Thalictrum borderei Gandoger (1875)
- Thalictrum contortum L. (1753)
- Thalictrum crossaeum Heldr. & Charrel in Charrel (1892)
- Thalictrum daisenense Nakai
- Thalictrum integratum Gandoger (1875)
- Thalictrum juranum Gandoger (1875)
- Thalictrum mitsinokuense Koidzumi
- Thalictrum nipponense Huth
- Thalictrum obtusilobum Gandoger (1875)
- Thalictrum oxyphyllum Gandoger (1875)
- Thalictrum platyphyllum Gandoger (1875)
- Thalictrum pyrrha Gandoger (1875)
- Thalictrum rubellum Siebold & Zuccarini (1843)
- Thalictrum taquetii Léveillé (1909)
- Thalictrum tenerifolium Gandoger (1875)

### Specie simili
Alcuni thalictrum nell'infiorescenza sono molto simili, si possono distinguere dalle foglie:
- Thalictrum flavum L. - Pigamo giallo: oltre all'infiorescenza giallastra si distingue per le foglie a forma lanceolata (più strette quindi della specie di questa voce).
- Thalictrum lucidum L. - Pigamo lucido: le foglie sono ancora più strette, quasi lineari.

In individui sterili (privi di infiorescenza) la specie T. aquilegiifolium è confondibile con Aquilegia vulgaris L. (le foglie sono molto simili). L'“aquilegia” comunque si distingue per i seguenti caratteri:
- il fusto è cilindrico e liscio;
- le foglie sono 2-pennatosette;
- i piccioli sono più lunghi (il doppio nella parte indivisa);
- le triforcazioni dei segmenti fogliari sono prive delle bratteole;
- il segmento terminale è sessile.

## Usi

### Farmacia
Anticamente, secondo la medicina popolare, a queste piante venivano attribuite diverse proprietà medicamentose. Ora non più in quanto sono considerate tossiche e nocive alla salute umana. Infatti queste piante (nelle radici) contengono un colorante giallo tossico, una volta usato per colorare la lana, la ”macrocarpina”. Anche il bestiame al pascolo evita di mangiare le foglie di questa pianta. In particolare nel T. aquiilegifolium è presente un glicoside cianogenetico.

### Giardinaggio
Attualmente queste piante sono usate solamente nel giardinaggio; specialmente nel giardino roccioso e alpino. È una pianta molto ornamentale che preferisce terreno ricco di humus in zone soleggiate o semi-ombra; in zone fredde resiste fino a -25 °C.